# Live Sentence
Live Sentence es un álbum en directo de la banda de Graham Bonnet Alcatrazz que incluye canciones de la época de éste con la banda de Ritchie Blackmore Rainbow. El concierto está basado en el álbum previo de la banda No Parole From Rock 'n' Roll.

## Lista de canciones
1. "Too Young to Die, Too Drunk to Live"
2. "Hiroshima Mon Amour"
3. "Night Games"
4. "Island in the Sun"
5. "Kree Nakoorie"
6. "Coming Bach"
7. "Since You've Been Gone"
8. "Evil Eye"
9. "All Night Long"

## Personal
- Graham Bonnet - voz
- Yngwie Malmsteen - guitarra
- Gary Shea - bajo
- Jan Uvena - batería
- Jimmy Waldo - teclados